# Maximilià Thous i Orts

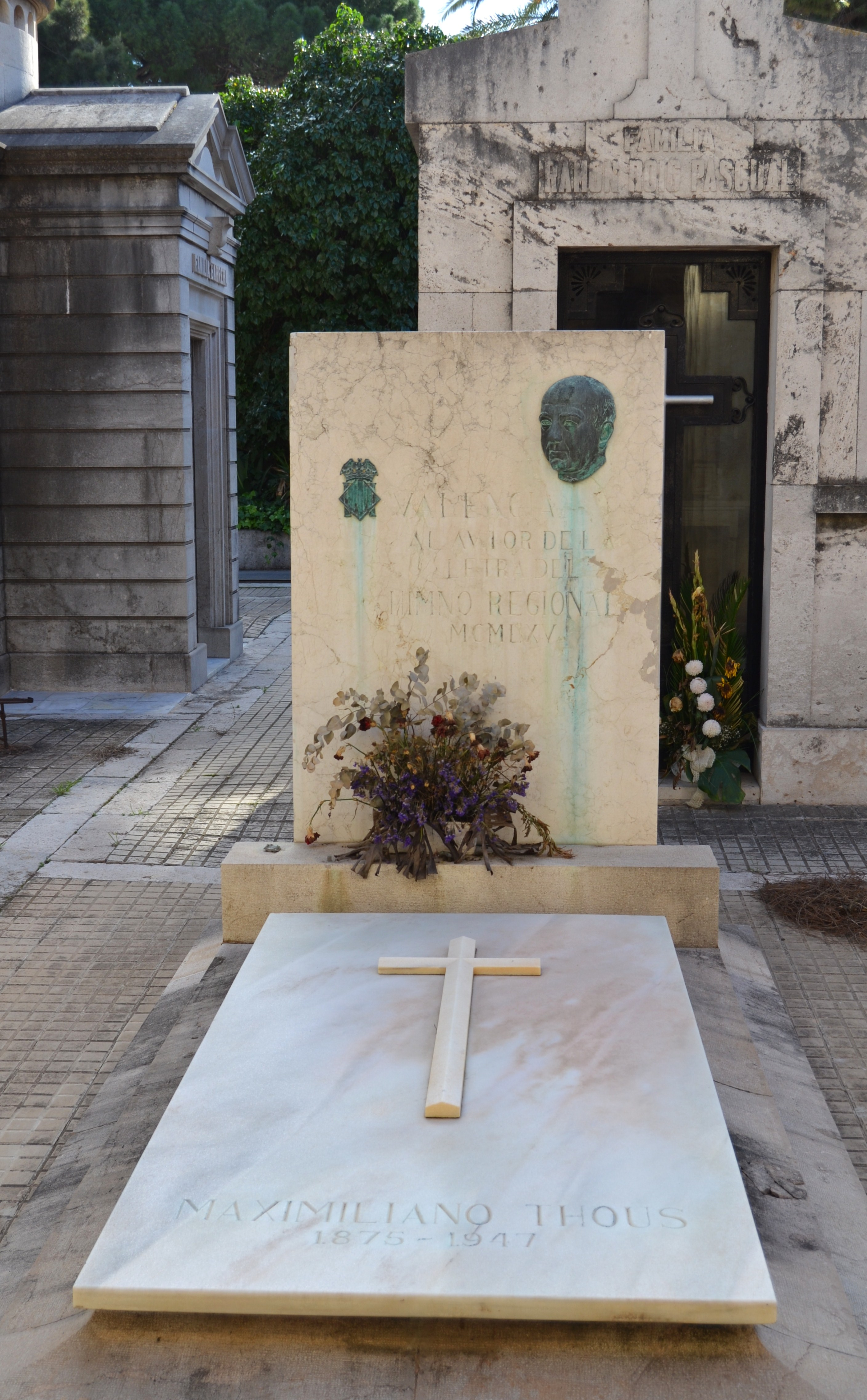
Tomba de Maximilià Thous al Cementeri General de València

Maximilià Thous i Orts (San Esteban de Pravia, Muros, Astúries, 30 de novembre de 1875 - València, 1947) fou un periodista i escriptor, important al món cultural valencià de principis del segle xx; pare de Maximilià Thous i Llorens.

## Biografia

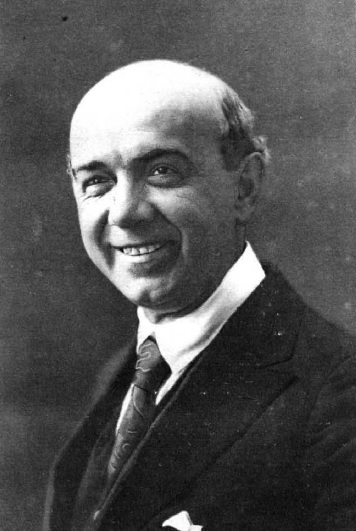
Thous l'any 1927

Era fill del periodista carlista Josep Joaquim Thous i Orts, originari de Benidorm. Nasqué accidentalment a Astúries durant la Tercera Guerra Carlina, en la qual havia pres part el seu pare com a coronel, però de menut marxà amb la seua família a viure a València.
Estudià dret a la Universitat de València, però prompte deixà els estudis i es dedicà al periodisme i a la literatura.
El 1896 escriu la seua primera obra de teatre titulada: De Carcaixent ... i dolcxes. També escriu llibret de nombroses sarsueles, revistes i algunes obres de teatre líric, en les que col·labora amb músics ja destacats com ara Salvador Giner, Josep Serrano (amb qui té una relació d'amistat), Amadeu Vives o Miquel Asensi.
Va fundar les revistes El Gladiador, El Guante Blanco (1912-1918), semanari amb informacions tant culturals com socials i humorístiques, i en la que acabà afegint una secció de cinema; i El Sobaquillo, treballà a El Criterio, El Palleter (dirigida pel seu oncle Gaspar Thous i Orts), El Correo Valenciano i dirigí La Correspondencia de Valencia, entre 1918 i 1922, època en la qual el diari estava sota el control del grup d'Ignasi Villalonga, convertint-lo en l' òrgan oficiós del seu partit, Unió Valencianista Regional (URV).
Políticament està vinculat al valencianisme polític, i fou candidat a eleccions municipals tant per Joventut Valencianista (l'any 1917) com d'Unió Valencianista Regional (l'any 1920), i signà la Declaració Valencianista.
El 1901 va obtenir la flor natural als Jocs Florals de València i el 1909 va compondre amb el músic Josep Serrano Simeón l'Himne de l'Exposició Regional Valenciana de 1909.
També fou un dels pioners del cinema al País Valencià, i el 1923, en començar la Dictadura de Primo de Rivera, rodà els films La bruja (1923), La Dolores (1924), La alegría del batallón (1924), Sanz y el secreto de su arte (1918, primer llargmetratge sobre el ventríloc Francisco Sanz), Nit d'albaes (1925) i Moros y cristianos (1926).
També rodà curtmetratges com "El milagro de las flores" de 1918 (primera obra que rodà, que fou editat per la Junta Provincial Valenciana contra la Tuberculosi, i s'hi mostraven les funcions de la mentada institució); així com documentals de temàtica valencianista com ara: Valencia Cock-tail, 1923; Entrada de la Señera en Valencia, 1925; Valencia protectora de la infancia, 1928; Alicante, 1929; Valencia, espíritu y acción, 1929.
Per organitzar la producció de les seves pel·lícules, incloent la consecució de finançament per als projectes cinematogràfics que realitzava, va crear l'empresa Producció Artística Cinematogràfica Espanyola, PACE.
Com a cineasta va pretendre realitza unes pel·lícules de caràcter popular però de qualitat tècnica. Moltes de les seues obres tenien darrere obres teatrals, o bé basades en sarsueles.
Thous va utilitzar el cinema com un mitjà d'expressar la cultura i la identitat valencianes.
Des de molt prompte es preocupà de la recuperació de balls i danses tradicionals de pobles de les diverses comarques valencianes; així com de col·leccionar peces etnològiques, que passaren a formar part de les exposicions del que seria més tard el Museu d'Etnografia i Folklore, del qual arribà a se director durant la Segona República Espanyola.
Va tindre una secció a Unión Radio Valencia (actual Radio Valencia Cadena SER) on parlava de costums valencians.
Va estar molt vinculat amb la normalització lingüística del valencià, i dins del Rat Penat va donar suport als intents normalitzadors, tant de Lluís Fullana, en 1914, com de les Normes de Castelló de 1932, de les quals va ser un dels signants.
En acabar la guerra civil espanyola el museu fou clausurat, ell mateix fou destituït i li arrabassaren els drets d'autor de l'himne. Tot això el va deixar moralment desfet, i fins a la seua mort només va escriure alguns llibrets de falla.
Està enterrat en el Cementiri General de València, en la secció 3a esquerra. Nínxol 528.
El 1949 la secció filològica de Lo Rat Penat li va dedicar un homenatge pòstum.

## Obres
Va escriure nombroses sarsueles, sainets i comèdies, algunes d'elles en col·laboració amb altres artistes com Elies Cerdà, Faust Hernández Casajuana o Salvador Giner, José Serrano i Miguel Asensi, els quals le proporcionaven la música:
- De Carcaixent i dolces (1896)
- Portfolio de València (1898)
- Argumento y explicación de moros y cristianos zarzuela en un acto y tres cuadros [15]
- Moros y cristianos.[16]
- L'escala de Jacob
- A la vora del riu, mare (1920)
- Ama, hi ha foc? (1920)
- Foc en l'era (1916)
- L'últim lleó (1921)
- El dragó del Patriarca (1931)
- El rei de les anques (1931)[17]
- La cua de la rabosa (1931)